# Associazione Calcio Riunite Messina 1968-1969
Questa pagina raccoglie i dati riguardanti l'Associazione Calcio Riunite Messina nelle competizioni ufficiali della stagione 1968-1969.

## Rosa
| N. |                   | Ruolo | Calciatore           |  |
| -- | ----------------- | ----- | -------------------- |  |
|    | Italia (bandiera) | A     | Giancarlo Bellisari  |  |
|    | Italia (bandiera) | D     | Fernando Benatti     |  |
|    | Italia (bandiera) | C     | Franco Benfatto      |  |
|    | Italia (bandiera) | C     | Giovanni Bonetti     |  |
|    | Italia (bandiera) | C     | Pietro Brugarello    |  |
|    | Italia (bandiera) | P     | Roberto Casazza      |  |
|    | Italia (bandiera) | D     | Nunzio Cavazza       |  |
|    | Italia (bandiera) | D     | Nicandro Contadini   |  |
|    | Italia (bandiera) | A     | Guido De Maria       |  |
|    | Italia (bandiera) | A     | Giovanni Fumagalli   |  |
|    | Italia (bandiera) | D     | Gianfranco Garbuglia |  |
|    | Italia (bandiera) | C     | Luigino Giacomin     |  |

| N. |                   | Ruolo | Calciatore          |  |
| -- | ----------------- | ----- | ------------------- |  |
|    | Italia (bandiera) | A     | Giuseppe Gitto      |  |
|    | Italia (bandiera) | C     | Carlo Gori          |  |
|    | Italia (bandiera) | C     | Giacomo La Rosa     |  |
|    | Italia (bandiera) | D     | Costantino Lo Bosco |  |
|    | Italia (bandiera) | A     | Livio Luppi         |  |
|    | Italia (bandiera) | A     | Gianni Sassaroli    |  |
|    | Italia (bandiera) | D     | Dino Valerio        |  |
|    | Italia (bandiera) | D     | Adriano Veneri      |  |
|    | Italia (bandiera) | C     | Arturo Venturelli   |  |
|    | Italia (bandiera) | P     | Marcello Violo      |  |
|    | Italia (bandiera) | A     | Luciano Zapparoli   |  |